# Blackbird
«Blackbird» (de l'anglès, merla) és una cançó del grup britànic de rock The Beatles del seu àlbum doble The Beatles (també conegut com The White Album). Va ser escrita per Paul McCartney (però acredita a Lennon/McCartney), qui es va inspirar per escriure-la mentre estava a Escòcia, com una reacció a les tensions racials que s'intensificaven als Estats Units en la primavera de 1968.
A l'àlbum recopilatori Love de 2006, «Blackbird» s'usa com a introducció per a la cançó «Yesterday».

## Composició
McCartney va revelar al programa Great Performances (Paul McCartney: Chaos and Creation at Abbey Road del canal PBS transmès en 2006), que la guitarra que acompanya a «Blackbird» va ser inspirada pel "Bourrée en Mi menor", una de les sis danses de la suite BWV 996 per a llaüt de Johann Sebastian Bach.
D'acord amb Mark Lewisohn, el so que s'escolta pel canal esquerre en la cançó i que sona com el peu de McCartney copejant el sòl és un metrònom mecànic. No obstant això, efectivament Paul copejant el sòl amb el peu, i que s'havia identificat en forma incorrecta com un metrònom: el tempo fluctua entre 89 i 94 bpm al llarg de la cançó.

## Gravació
La cançó es va gravar l'11 de juny de 1968 en els estudis Abbey Road, amb George Martin com el productor i Geoff Emerick com l'enginyer de so. McCartney va tocar una guitarra acústica Martin D 28. La cançó inclou un enregistrament d'una merla cantant en el fons.

## Interpretació de Charles Manson
L'assasí en sèrie Charles Manson va considerar la cançó, juntament amb «Helter Skelter» i «Piggies», una metàfora de les relacions entre blancs i negres als Estats Units, la qual cosa va ajudar en la inspiració dels seus assassinats.

## Personal
- Paul McCartney: Guitarra acústica (Martin & Co. D-28), veu i ritme (amb el peu).